# Patrick Gabriel
Pour les articles homonymes, voir Gabriel.
Patrick Gabriel est un footballeur puis entraîneur français, né le 18 novembre 1962 à Paris. Formé à l'AS Nancy-Lorraine où il joue au poste de milieu de terrain défensif, il évolue sept ans dans ce club avant de finir sa carrière professionnelle au FC Tours.
Devenu entraîneur, il dirige notamment l'équipe réserve de l’AS Nancy-Lorraine et le centre de formation du CS Louhans-Cuiseaux. En 2013, pendant neuf mois puis de nouveau en 2018, pendant trois mois, il est l'entraîneur de l'AS Nancy-Lorraine.

## Biographie

### Joueur
Patrick Gabriel commence le football au sein de l'Élan sportif Montreuil-sous-Bois à l'âge de six ans puis rejoint l'année suivante l'USEP Paris où il joue jusqu'en 1977. En 1979, il intègre les rangs de l'AS Centre Paris où il repéré par l'AS Nancy-Lorraine et intègre le centre de formation du club lorrain en 1979. Lors de la saison suivante, il fait ses débuts en équipe réserve et dispute treize rencontres en Division 3.
En 1981-1982, Georges Huart, l'entraîneur nancéien, le fait débuter en équipe première lors d'un déplacement au Montpellier PSC comptant pour la 20e journée. Il entre en jeu à la 59e minute de la rencontre, perdue sur le score de trois à zéro, en remplacement d'Albert Cartier. La saison suivante, il effectue son service militaire et dispute de nouveau quatre rencontres de championnat. En juillet 1983, lors de la préparation, il se blesse gravement au genou lors du match amical disputé face au FC Grenoble et est alors absent toute la saison. Il revient en équipe première en 1985 et dispute seize rencontres de Division 1 sous les ordres d'Arsène Wenger. Il ne joue l'année suivante que cinq rencontres dont le match AS Nancy-Lorraine-SC Toulon, victoire trois à zéro, où il inscrit son seul but en Division 1 à la 89e minute de la rencontre. Dix-neuvième du championnat, le club lorrain est relégué en Division 2. À l'échelon inférieur, il dispute quinze rencontres pour un but marqué en 1987-1988 puis quitte le club pour rejoindre le FC Tours en Division 3.
Patrick Gabriel est titulaire au sein du club tourangeau qui, en fin de championnat, termine premier du groupe Centre de Division 3 et retrouve la Division 2. Il dispute seize rencontres pour deux buts marqués en 1989-1990 puis quitte le monde professionnel en devenant entraîneur-joueur de l'US Chantilly en Division 4.

### Entraîneur
Il dirige l'US Chantilly pendant deux saisons, terminées les deux à la neuvième place. Il retourne en 1992 à l'AS Nancy-Lorraine comme responsable du centre de formation et entraîneur de l’équipe C pendant un an puis de l'équipe B pendant quatre ans.
En 1997, il prend en charge le centre de formation du CS Cuiseaux-Louhans. Les jeunes formés au club remportent le championnat de France UNSS en 1999 puis le championnat du Monde, la même année. En 2002, il est en contact avec l'AS Beauvais pour prendre en charge le centre de formation mais revient finalement à l'AS Nancy-Lorraine comme responsable de l'équipe réserve. Il occupe ce poste jusqu'en 2007 où il prend en charge la cellule de recrutement du club. En mai 2012, il est nommé directeur du centre de formation. En janvier 2013, à la suite de la démission de l'entraîneur Jean Fernandez, il est nommé entraîneur par intérim de l'équipe première par le président Jacques Rousselot alors que le club est dernier du classement de Ligue 1. Le président justifie sa nomination en disant « Je me suis appuyé sur un fidèle, un homme de l'ombre que je connais depuis 20 ans, qui a vraiment fait un travail considérable depuis quatre ans sur le recrutement des jeunes ». Après un match nul deux partout face au Lille OSC, Patrick Gabriel est confirmé dans ses nouvelles fonctions par le président. Le 21 mai 2013, quelques jours après la relégation du club, il est conservé au poste d'entraîneur pour les deux saisons suivantes. En Ligue 2, le club connaît un début de saison difficile et se retrouve 15e après 10 journées, Pablo Correa est alors nommé entraîneur du club et Patrick Gabriel retourne alors à la formation.
En janvier 2018, il est de nouveau nommé entraîneur de l'équipe première en remplacement de Vincent Hognon. Assisté de Nicolas Florentin et de Benoît Pedretti, il a pour mission de maintenir l'équipe nancéienne en Ligue 2. Le 3 avril 2018, il est remplacé par Didier Tholot pour les sept dernières journées de la saison 2017-2018, alors que le club est à ce moment-là dix-neuvième au classement de Ligue 2.

## Palmarès
Patrick Gabriel dispute trente rencontres de Division 1 pour un but marqué et trente-et-une en Division 2 pour trois buts inscrits. Avec le FC Tours, il remporte le groupe Centre de Division 3 en 1989.

## Statistiques
Le tableau ci-dessous résume les statistiques en match officiel de Patrick Gabriel durant sa carrière de joueur professionnel,.
| Saison                | Club                  | Championnat           | Championnat | Championnat | Coupe(s) nationale(s) | Coupe(s) nationale(s) | Barrages d'accession | Barrages d'accession | Total | Total |
| Saison                | Club                  | Division              | M.          | B.          | M.                    | B.                    | M.                   | B.                   | M.    | B.    |
| 1981-1982             | AS Nancy-Lorraine     | Division 1            | 5           | 0           | 1                     | 0                     | -                    | -                    | 6     | 0     |
| 1982-1983             | AS Nancy-Lorraine     | Division 1            | 4           | 0           | 2                     | 0                     | -                    | -                    | 6     | 0     |
| 1983-1984             | AS Nancy-Lorraine     | Division 1            | -           | -           | -                     | -                     | -                    | -                    | 0     | 0     |
| 1984-1985             | AS Nancy-Lorraine     | Division 1            | -           | -           | -                     | -                     | -                    | -                    | 0     | 0     |
| 1985-1986             | AS Nancy-Lorraine     | Division 1            | 16          | 0           | -                     | -                     | 2                    | 0                    | 18    | 0     |
| 1986-1987             | AS Nancy-Lorraine     | Division 1            | 5           | 1           | -                     | -                     | -                    | -                    | 5     | 1     |
| 1987-1988             | AS Nancy-Lorraine     | Division 2            | 15          | 1           | 3                     | 0                     | -                    | -                    | 18    | 1     |
| 1988-1989             | FC Tours              | Division 3            | 27          | 2           | -                     | -                     | -                    | -                    | 27    | 2     |
| 1989-1990             | FC Tours              | Division 2            | 16          | 2           | 1                     | 0                     | -                    | -                    | 17    | 2     |
| Total sur la carrière | Total sur la carrière | Total sur la carrière | 88          | 6           | 7                     | 0                     | 2                    | 0                    | 97    | 6     |